# Ölands gymnasium
Ölands gymnasium är en gymnasieskola i Borgholm i Borgholms kommun med cirka 150 elever. 
Skolan startades 2001 och har funnits i nuvarande lokaler sedan höstterminen 2004. Skolan ingår i Kalmarsunds gymnasieförbund. I entrén hänger konstverket Nattbuss av konstnären Lars Karlsson Frost verksam på Öland.
Program:
- Restaurang- och livsmedelsprogrammet
- Hotell- och turismprogrammet
- Vård- och omsorgsprogrammet
- Kommunal vuxenutbildning